# 아라카와 히로무
아라카와 히로무(荒川弘, 1973년 5월 8일 ~ )는 일본의 여성 만화가이다. 본명은 아라카와 히로미(荒川弘美)이다.
홋카이도 출신. 증조할아버지가 아시오 광독 사건 당시 다나카 쇼조와 함께 반정부 활동을 하다 체포영장이 떨어지자 홋카이도로 도주하여 정착해 살게 되었다.
프로 만화가로 데뷔하기 전에는 에드몬드 아라카와(エドモンド荒川)란 필명으로 게임 잡지 《게메스트(ゲーメスト)》의 일러스트레이이터로 활동하였으며, 《명탐정 코난》의 아오야마 고쇼의 어시스턴트로도 활동하였다. 1999년에  "에닉스 21세기 만화 대상"에서 대상을 수상한 〈STRAY DOG〉가  스퀘어 에닉스의 소년 만화 잡지 《월간 소년 간간(月刊少年ガンガン)》 8월호에 실리면서 데뷔하였다.
2001년 1월부터 2010년 6월까지 《소년 간간》에 《강철의 연금술사(鋼の錬金術師)》를 연재하였다. 2003년 10월부터 애니메이션이 본즈에서 제작되어 방영되었으나 애니메이션의 방영이 원작의 연재를 앞지르면서 애니메이션의 스토리와 원작의 스토리가 달라졌다. 애니메이션의 방영이 종료된 후 애니메이션의 스토리를 계승한 극장판이 2005년 7월에 개봉되었다. 2009년에는 같은 제작사에서 원작의 스토리를 따른 애니메이션이 다시 제작되어 방영되었다.
한편 2006년부터 2010년까지 《수신연무》를 스퀘어 에닉스의 소년 만화 잡지인 《간간 파워드(ガンガンパワード)》에 연재하였다. 만화가 연재되는 도중에 애니메이션이  스튜디오 플래그에서 제작되어 방영되었다.
2006년부터 자신의 홋카이도 생활을 소재로 한 《백성귀족》을 신쇼칸의 만화 잡지 《운포코》에 연재하였고, 2009년에 자매지인 《윙스》로 연재를 이전하였다. 《강철의 연금술사》를 완결짓고 2011년부터는 쇼가쿠칸의 만화 잡지 《주간 소년 선데이》에 《은수저 Sliver Spoon》의 연재를 개시하였다.

## 작품 목록

### 연재작
| 제목                                                               | 연재 잡지            | 연재 기간                | 권수 |
| ------------------------------------------------------------------ | -------------------- | ------------------------ | ---- |
| 《강철의 연금술사》                                                | 《월간 소년 간간》   | 2001년 1월 ~2010년 6월   | 27권 |
| 《수신연무》                                                       | 《간간 파워드》      | 2007년 ~ 2009년 4월      | 5권  |
| 《수신연무》                                                       | 《월간 소년 간간》   | 2009년 6월 ~ 2010년 9월  | 5권  |
| 《백성귀족》                                                       | 《운포코》(ウンポコ) | 2006년 12월 ~ 2009년 3월 | 3권  |
| 《백성귀족》                                                       | 《윙스》             | 2009년 9월 ~             | 3권  |
| 《은수저 silver spoon》(銀の匙 Silver Spoon 긴노사지시루바스푼[*]) | 《소년 선데이》      | 2011년 ~                 | 14권 |

### 단편
| 제목                                                     | 발표 잡지             | 발표 년도 |
| -------------------------------------------------------- | --------------------- | --------- |
| 〈STRAY DOG〉                                            | 《월간 소년 간간》    | 1999년    |
| 〈突撃となりのエニックス 도쓰게키 도나리노 에닛쿠수[*]〉 | 《월간 소년 간간》    | 2000년    |
| 〈上海妖魔鬼怪 샹하이 요마키마이[*]〉                    | 《월간 소년 간간》    | 2000년    |
| 〈RAIDEN-18〉                                            | 《월간 선데이 GX》    | 2005년    |
| 〈蒼天の蝙蝠 소텐노 고모리[*]〉                          | 《간간 커스텀》 No. 1 | 2006년    |

## 수상 경력
- 제9회 에닉스 21세기 만화 대상 - 〈STRAY DOG〉
- 제49회 쇼가쿠칸 만화상 - 《강철의 연금술사》

## 참고 문헌
- 코믹스톰 만화작가(해외) Arakawa Hiromu (아라카와 히로무)[깨진 링크(과거 내용 찾기)]
- 인터넷 교보문고 저자 정보 HIROMU ARAKAWA(아라카와 히로무) 보관됨 2016-03-08 - 웨이백 머신